# Halle du Centenaire de Wrocław
La Halle du Centenaire (en polonais : Hala Stulecia, en allemand : Jahrhunderthalle) est un bâtiment historique situé à Wrocław, capitale de la Basse-Silésie (Pologne). Au cœur du Parc des Expositions de la ville, il sert de salle d’exposition polyvalente pouvant accueillir une multitude d'événements comme des concerts ou des rencontres sportives.
Formant un quadrilobe symétrique, la Halle du Centenaire peut accueillir plus de 7 000 spectateurs.

## Histoire
La Halle du Centenaire, un jalon de l’histoire de l’architecture en béton armé, est construite entre 1911 et 1913 à Breslau (nom que portait la ville pendant la période allemande), capitale de la province de Silésie, par l’architecte allemand Max Berg, à l'époque architecte municipal de Breslau.
Sa construction est décidée en 1907 afin de célébrer le centenaire de la victoire des troupes de la coalition (Autriche, Prusse, Russie et Suède) sur les troupes françaises de Napoléon lors de la bataille de Leipzig (« bataille des Nations ») en 1813.
Son dôme nervuré de 23 mètres est coiffé d’une lanterne d’acier et de verre.
Après la Seconde Guerre mondiale, le bâtiment est renommé Hala Ludowa, c'est-à-dire « Halle du Peuple », avant de retrouver ensuite son nom original.
La Halle du Centenaire est classée au patrimoine mondial de l'humanité depuis 2006.

## Événements
- Six jours de Breslau (1921- 1931)
- Championnat d'Europe de basket-ball 1963
- Tour préliminaire du Championnat d'Europe de basket-ball 2009 (Groupe D), 7-9 septembre 2009
- Championnat d'Europe féminin de volley-ball 2009
- One Love Sound Fest 2009, 14 novembre 2009
- Championnat du monde masculin de volley-ball 2014
- Championnat d'Europe masculin de handball 2016

## Galerie

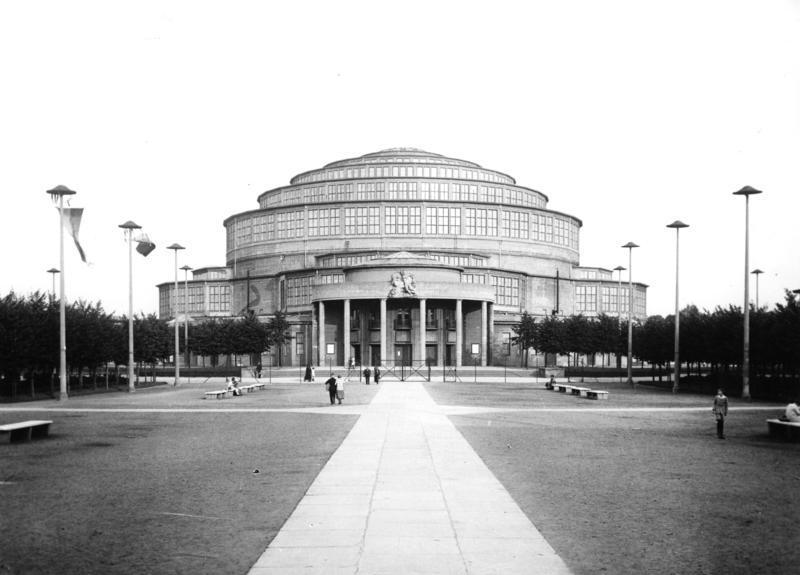
Jahrhunderthalle (1930)
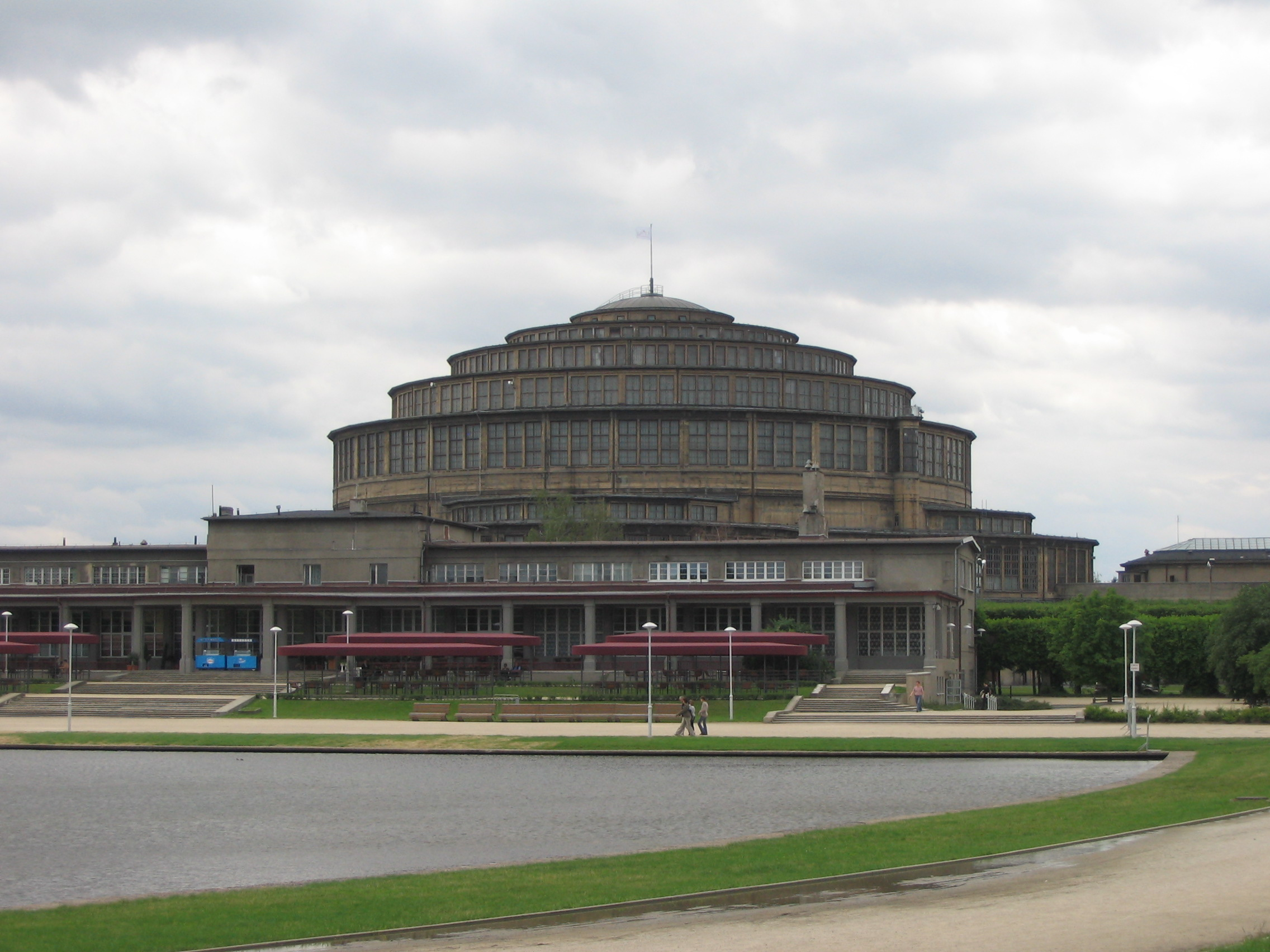
Hala Ludowa (2007)
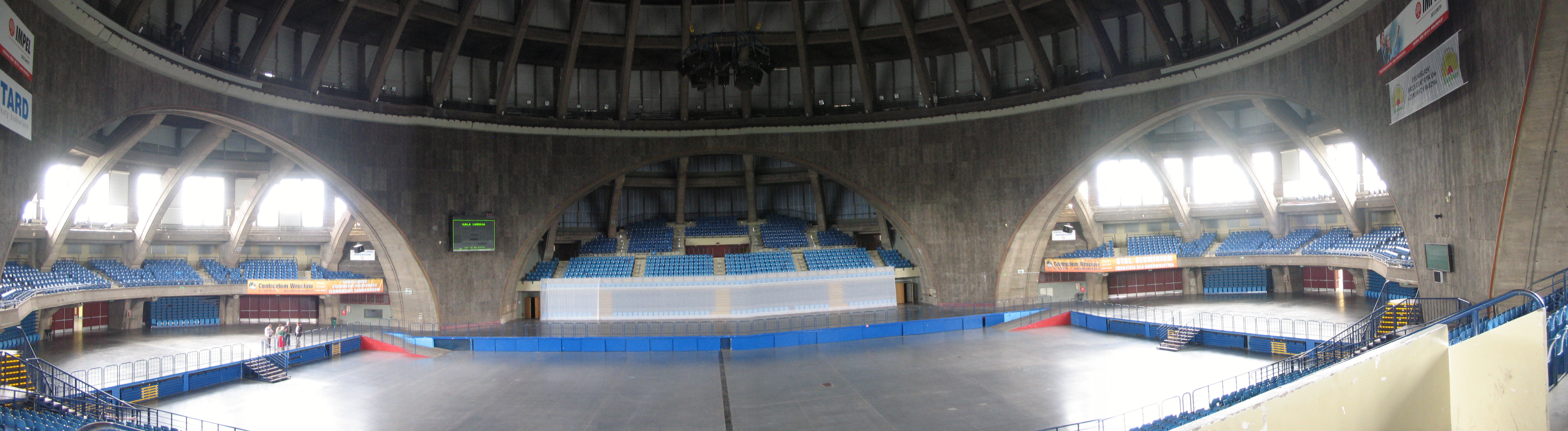
l'intérieur